# Rhamphomyia subglaucella
Rhamphomyia subglaucella är en tvåvingeart som beskrevs av Frey 1922. Rhamphomyia subglaucella ingår i släktet Rhamphomyia och familjen dansflugor. Arten har ej påträffats i Sverige. Inga underarter finns listade i Catalogue of Life.